# Dendropsophus koechlini
Dendropsophus koechlini é uma espécie de anfíbio da família Hylidae.
Pode ser encontrada nos seguintes países: Bolívia, Brasil, Peru e possivelmente em Colômbia.
Os seus habitats naturais são: florestas subtropicais ou tropicais húmidas de baixa altitude e marismas intermitentes de água doce.